# Košická Belá
Košická Belá (Hongaars: Kassabéla) is een Slowaakse gemeente in de regio Košice, en maakt deel uit van het district Košice-okolie.
Košická Belá telt 979 inwoners.